# André Deed
André Deed, vlastním jménem Henri André Augustin Chapais (22. února 1879 Le Havre — 4. října 1940 Paříž) byl francouzský herec, průkopník žánru němé grotesky.
Pocházel z rodiny celního úředníka a navštěvoval lyceum v Nice, ale studia nedokončil a od mládí se živil jako komik a zpěvák v šantánech včetně Folies Bergère. V roce 1901 začala jeho spolupráce s režisérem Georgesem Mélièsem, který ho obsadil do řady filmů, hrál například Pátka v prvním zfilmování Robinsona Crusoe (1904). Od roku 1906 začal Deed natáčet pro firmu Pathé krátké grotesky, v nichž představoval postavu zvanou Gribouille (Mazal, Patlal), která svojí prostoduchostí a nešikovností způsobuje řadu kuriózních nehod. Tato figura se stala populární i v jiných zemích a dostávala domácí názvy: v Itálii Cretinetti, v Rusku Glupyškin, v anglicky mluvících zemích Foolshead. Filmovat přestal roku 1916, kdy byl povolán na frontu. Na jeho nápady navazovali mnozí američtí komici, především Ben Turpin, kteří časem převzali i jeho publikum.
Po první světové válce se Deed pokoušel v Itálii jako režisér natáčet vážně míněné vědeckofantastické, kriminální a hororové filmy, z nichž se zachoval jediný, Mechanický muž (1921), v němž hrála i jeho manželka Valentina Frascaroli, nezaznamenal však komerční úspěch. Později hrál ještě ve filmu Le Nègre du rapide numéro 13 (1923) a v adaptaci románu Lucie Delarue-Mardrusové Kdo seje vítr (1929), dostával však stále méně příležitosti a zemřel v zapomnění.